# Лисово (България)
Вижте пояснителната страница за други значения на Лисово.
Лисово е село в Южна България. То се намира в община Свиленград, област Хасково.

## География
Село Лисово се намира в планински район, на южните склон на планината Сакар. Намира се на 25 км северно от общинския център Свиленград и на 10 км от най-близкото село Левка. Пътят дотам е асфалтов, в изключително лошо състояние и води само до селото. Проблеми създават обилните снеговалежи, които падат през зимата, когато достъпът до селото е силно затруднен. В селото почти няма постоянни жители. Близо до с. Лисово на около 3 км навътре в планината се намира местността Далак бунар, до която води асфалтов път. Местността е много красива и се намира в дъбова гора. На около 1 км северно от селото се намира каменна кариера, която се използва ограничено. На изток от с. Лисово се намира с. Дервишка могила, а на запад с. Костур. До тях обаче се стига само по земни пътища и пътеки, които са трудно проходими дори и през лятото. Земеделската земя в землището на селото не е особено плодородна. Проблем е и водоснабдяването. Водата идва от намиращ се недалече язовир, в центъра има построена чешма.

## История
До 1878 г. село Лисово е било населено от турци, а името му било Коджаапли (голямо Въже). По време на Балканската война и Реокупацията на турските войски през лятото на 1913 г. турците от селото извършват жестокости над съседните села Левка и Младиново. Част от коджааплийските турци са действали с турците от село Костур. През 1920 – 1930 година в селото се заселват българи бежанци от с. Шльопинци (Доганис) в Егейска Македония и с.Мерхамли (Пеплос) в Беломорска Тракия, които са били принудени да напуснат домовете си в резултат на Балканската война, Междусъюзническата война и Първата световна война. Основния поминък на жителите на селото е било земеделието и животновъдството. В периода 1965 – 1980 година почти всички жители на селото се изселват от него предимно в общинския център гр. Свиленград и селото се обезлюдява изцяло. В различни периоди от време там има по няколко жители. По-голяма част от къщите се саморазрушават. В последно време се забелязва тенденция за оформянето на с. Лисово като вилна зона, предвид на естествените природни предимства, които притежава – отдалеченост от оживени пътища и индустриални зони, чист въздух, спокойствие.

## Културни и природни забележителности
На около 1,5 км от селото по пътя за местността Далак бунар, на около 150 – 200 метра вляво от пътя има останки от гробище, което е с неустановен произход. Няколко гроба са отворени най-вероятно от иманяри, но вътре няма нищо, липсват кости или други предмети. Самите гробове са с малка дълбочина около 80 см до 1 метър, стените им са оформени с цели гранитни плочи.